# Roman Roth

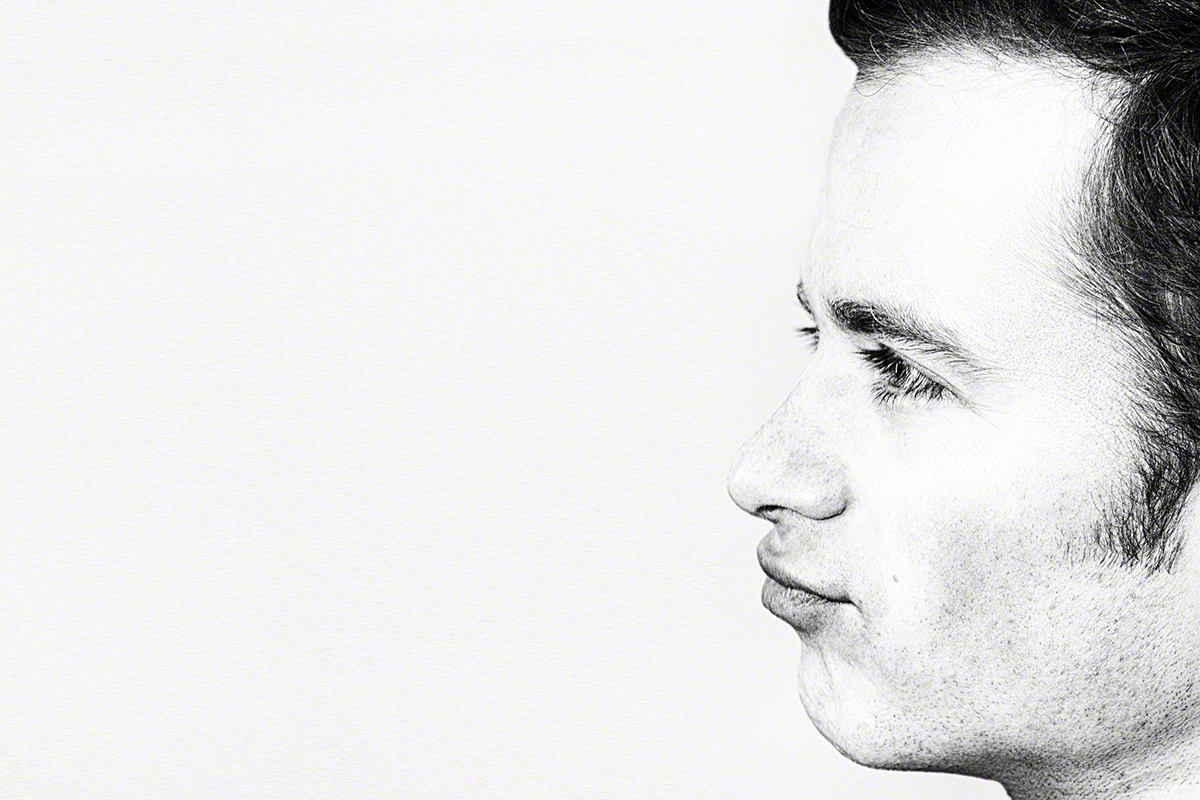
Roman Roth (2013)

Roman Roth (* 9. Juli 1980 in Frankfurt am Main) ist ein deutscher Schauspieler, Hörspiel- und Hörbuchsprecher.

## Leben
Roman Roth wuchs in der Nähe von Düsseldorf auf. Dort besuchte er das Görres-Gymnasium. Während seiner Schulzeit verbrachte er ein Jahr an der East Coweta High School im Bundesstaat Georgia, USA. Nach seinem Abitur absolvierte Roth eine Ausbildung zum Bankkaufmann. Neben dieser Ausbildung besuchte Roth 2000 bis 2001 zudem Kurse an der Theaterakademie Köln. Von 2002 bis 2005 nahm er Schauspielunterricht bei Teresa Harder. 2004 nahm er zudem am International Film Actors Training in Los Angeles, USA teil. Von 2006 bis 2010 war er Student der Darstellenden Künste an der Westfälischen Schauspielschule Bochum. 
Von Juni 2002 bis Dezember 2003 war Roth bei der RTL-Serie Gute Zeiten, schlechte Zeiten in der Hauptrolle des Tim Böcking zu sehen. 
2004 besetzte er eine der Hauptrollen in der Sitcom Wilde Jungs. Die Serie wurde allerdings nicht ausgestrahlt. Weiterhin spielte er 2005 unter anderem im Film Der letzte Zug (Regie: Joseph Vilsmaier und Dana Vavrova) neben Sibel Kekilli eine der Hauptrollen. Für die Rolle des Albert Rosen in Der letzte Zug wurde er 2007 für den Undine Award in der Kategorie Bester jugendlicher Hauptdarsteller in einem Kinospielfilm nominiert.
Von 2010 bis 2011 war Roman Roth am Zimmertheater Tübingen engagiert. Seit 2012 ist er freischaffender Schauspieler, Hörspiel-, Hörbuch- und Werbesprecher und lebt in Berlin.
Seit 2016 gastiert er am Münchner Volkstheater. Er spielt dort in Christian Stückls Inszenierung von Shakespeares "Der Sturm". Seit 2017 gastiert er zudem am Theaterhaus Stuttgart. 

## Filmografie
- 2002–2003: Gute Zeiten, schlechte Zeiten (Fernsehserie)
- 2003: Die Wache (Fernsehserie)
- 2004: Crazy Race 2 – Warum die Mauer wirklich fiel (Fernsehfilm)
- 2005: Wilde Jungs (Fernsehserie)
- 2005: 13 Stufen – Tagebuch einer modernen Beziehung (Kurzfilm)
- 2005: Lange flate ballær
- 2005: Freischwimmer (Kurzfilm FH Köln)
- 2006: Der letzte Zug
- 2007: Zwei Herzen und zwölf Pfoten (Fernsehserie, Episode 2x01 Der kleine Bruder)
- 2009: Der Gelbe Satin
- 2009: Leonce und Lena (Kurzfilm FH Trier)
- 2010: Inga Lindström – Millionäre küsst man nicht
- 2012: Dating Daisy (Pilot)
- 2012: Notruf Hafenkante (Fernsehserie, Episode 7x09 Schwarzer Tod)
- 2012: SOKO 5113 (Fernsehserie, Episode 38x19 Eine brasilianische Affäre)
- 2013: Mission Housemen (Webserie)
- 2013: SOKO Wismar (Fernsehserie, Episode „Die Leiden des Sammlers“)
- 2014: Dating Daisy (Fernsehserie, Hauptrolle)
- 2015: Inga Lindström – Süße Leidenschaft
- 2016: Die Rosenheim-Cops (Fernsehserie, Kriminalhauptkommissar Oliver Gehring)
- 2019: Inga Lindström – Heimkehr
- 2024: Nelly und das Weihnachtswunder (Fernsehfilm)

## Theater

### Schauspielschule Bochum
- 2008/2009: Die Komödie der Irrungen (Schauspielhaus Bochum, Regie: Henner Kallmeyer)

### Zimmertheater Tübingen
- 2010–2011: Amphitryon (Regie: Christian Schäfer)
- 2010–2011: Endspiel (Regie: Axel Krauße)
- 2010–2011: Nagg (Regie: Axel Krauße)
- 2011–2012: Sie schläft (Regie: Christian Schäfer)
- 2011–2012: Ramij Iwein (Regie: Christian Schäfer)
- 2011–2012: Balzen in Tübingen (Regie: Petra Afonin)
- 2011: Tier mit drei Buchstaben (Regie: Robert Arnold)

### Gastengagements
- 2001: Von der verzweifelten Liebe (Theaterakademie Köln, Regie: Bernhard Bötel)
- 2009: Don Juan (Gandersheimer Domfestspiele, Regie: Achim Lenz)
- 2009: Romeo und Julia (Gandersheimer Domfestspiele, Regie: Johannes Klaus)
- 2010: Graf Öderland (Coproduktion Theater Chur, Schweiz und Ringlokschuppen Mülheim, Regie: Achim Lenz)
- 2015: So lonely (Gostner Hoftheater Nürnberg)
- 2016: Meine Schwester ist eine Mönchsrobbe (Gostner Hoftheater Nürnberg)
- 2016: Der Sturm (Münchner Volkstheater)
- 2017: Die Känguru-Chroniken (Theaterhaus Stuttgart)

## Hörbücher
- 2015: American Sniper
- 2015: Das Geheime Leben der Bäume

## Hörspiele
- 2015: Passagier 23
- 2016: Robin – Die Waringham-Saga von Rebecca Gablé Teil I und II
- 2017: Robin – Die Waringham-Saga von Rebecca Gablé Teil III